# 世外魔島～黑月之王與雙月公主～
《世外魔島～黑月之王與雙月公主～》（日语：シャイナ・ダルク 〜黒き月の王と蒼碧の月の姫君〜）是中山文十郎原作、緋賀由香理作畫的漫畫，最初於2006年1月起在《電擊帝王》Vol.8至Vol.11進行連載，《電擊帝王》休刊後改在《月刊Comic電擊大王》2007年4月號至2009年3月號連載第1部；但隨著第一部的結束與動畫的難產，第二部的連載因此停滯。

## 故事簡介
數百年一次，傳說當月亮與太陽重疊、出現「魔王指環（日環蝕）」的時候，魔王島傳說中的魔王艾克索達・賽羅・克勞就會甦醒。
當象徵邪惡根源與破壞象徵的魔王復活之時，世界就會陷入了一片恐怖與絕望中——照傳說來講，本來應該是這樣....
以魔王島為背景所訴說的魔王與一千名少女的傳說，現在就要開始。

## 登場人物
登場人物的聲優，收錄於單行本第三集特裝版的DVD Cast中

### 主要人物
艾克索達・賽羅・克勞(エクソダ・セロ・クラウ)聲：小野大輔
數百年甦醒一次，太陽與月亮重疊之時，代表世界渾沌與破壞的傳說中的魔王...本來應該是這樣。性格和長相與傳說中判若兩人，是個和平主義者，簡稱「魔王」，很少對人說出自己的本名。
平時的打扮跟一般農夫大叔無異，閒來無事時也都是下田耕種或去釣魚，但認真起來的力量非常恐怖，對於有實力挑戰自己的勇者非常尊敬，對追求力量而心靈汙穢的惡徒相當憎惡。
對於他的傳說大多描寫成是喜好戰爭與好色的禽獸，每次甦醒時其傳說就會更新，已變成禁書的類型，所以世界各地大量送出妙齡少女至魔王島，因此導致魔王島人口超過1000人，讓魔王島物資都必須仰賴進口，而進口所花的經費常讓魔王島的國庫出現赤字，因此經常需要走迷宮藉由與龍戰鬥來入進寶庫。
不習慣單獨一人吃飯的壓迫感，喜歡大家圍在一起用餐的感覺。
很討厭自己的常讓別人受傷害的魔王稱號，而本身也沒有統治魔王島的意願，所以對島上居民宣佈了夏納達克的「獨立宣言」，宣佈魔王島成為一個自由、民主的國家，並任命兩位雙月公主成為夏納達克的領導及象徵，讓他們實質統治魔王島。
卡蕾特・費依・索瓦裘(ガレット・フェイ・ソワージュ)聲：戶松遙
東方邦塞布爾帝國的第四皇女，被至親以當魔王的妻妾為由送至魔王島。
擁有十分鮮紅的頭髮以及巨乳的身材，眼睛為碧綠色。
十分好勝的行動派，劍術及戰鬥能力十分高超。從小希望藉由努力來達到父王的認同，但自從側室為父王生下第一位王子之後，就被自己父王給冷落，而最後被送到魔王島。
在與島上的無賴決鬥時，意外的得到傳說劍士-蘭貝爾的劍和盾而打倒了無賴，但之後劍不管怎麼拔都拔不出來，所以目前只能用盾的功能而已。
建國之後，被魔王賦予「碧月公主」的稱號，獲得國家的實質統治權。
克麗斯緹娜・雷・荷爾汀(クリスティナ・レイ・ホールデン)聲：名塚佳織
西方的艾斯特葛洛利亞王國第十三順位王位繼承者。被女王以當魔王的妻妾為由，送至魔王島。
擁有金髮的雙馬尾及巨乳的身材，眼睛為深藍色。
母親為王宮的側室，後因父王駕崩後，掌握實權的正室女王為了報復，而將兩母女放逐至國家的邊疆，甚至派人將她的母親暗殺及對克麗斯緹娜下毒，魔王復活之後，女王已換來和平之由將克麗斯緹娜送至魔王島，實質上是把他驅逐出境。
個性柔弱、膽小，因長年被下毒，因此身體較弱
頭腦相當優秀，同時是西洋棋的高手，能將自稱「名人三段」的魔王打敗的無地自容，在與魔界暴牛-戈左倫斯之戰中作為總司令兼軍師。原本與卡蕾特處得有點尷尬(因兩人的國家是敵對國)，後因戈左倫斯之戰後兩人變成了好友。
建國之後，被魔王賦予「蒼月公主」的稱號，獲得國家的實質統治權。
瑪波・馬修・馬爾薩斯(マープル・マシュー・マルサス)聲：花澤香菜
來歷不明的小女孩，把魔王當作自己的父親而住在王宮。總是稱呼魔王叫「摸王」。
個性天真無邪，有時無意間會提問出魔王傳說中帶有色情相關的提問，導致眾人尷尬非常。
文生(ヴィンセント・ルーン・バトラー)聲：安元洋貴
吸血鬼，曾經是夜晚的統治者，人稱不死的王子。
雖然常因長相被誤認為他才是魔王，但實際上為魔王的管家，實力與魔王不相上下。除了負責魔王的生活打理外，也負責監督魔王工作。
當魔王不想起床時，會惡整魔王使他起床。
諾艾兒(ノエル・D・ビュッシュ)聲：川澄綾子
魔王所使用的魔法人偶女僕，其特徵是如同妖精的尖耳、紫色頭髮和眼睛、與明顯的貧乳。
正義感很強，但有時行為會有些偏差，對於魔王不正當的行為(如藏色情書刊)會嚴加阻止，此外有著跟體型相去甚遠的強大怪力。
個性堅強且刻苦耐勞，有著讓專業商人萊拉三姊妹也驚嘆的交易手腕。
造型裝備相當多樣，如與萊拉三姊妹交易時帶著牛奶瓶眼睛且拿著的算盤，監督土木工程時帶著寫有「安全第一」的頭盔，以及會用裝日式便當的盒子裝綠茶來一口乾完。
平常為小頭目，實際上著裝戰鬥服後為魔王島的隱藏BOSS〔文生所言〕。其戰鬥服為本書原作者中山文十郎所參與設計，角色原型為參考中山文十郎之前的原作《魔力女管家》中的麻幌，連動畫預定的配音員也是找當年幫麻幌配音的川澄綾子。
阿一(くノ一)
艾克索達的護衛，在第一話出現，常用布隱身在牆上，但因隱身技術太爛常被識破。
其真面目到第三話才出現，本名不明，大家通稱她為「阿一」或「阿一小姐」。

### 島上居民
露凱・M・海倍(ルーケ・M・ヘーベ)
在街上開小吃店的女性。經常把食材送進魔王城。
瑪格麗特(マーガレット)
在露凱的店裡幫忙的少女。
羅莎(ローザ)
被送到魔王島的前任舞者。
一度因為艾克索達的宣言而回到故鄉，但因為故鄉認為已經被魔王給玷汙而排擠她，原本對於魔王相當痛恨，但在夏納達克獨立建國後改變了想法，變得相當堅強。
目前在露凱的店裡工作，找回了以往的笑容。
涅雅涅、托特(ネアリー、トート)
跟著勇者一起來討伐魔王的姊弟，施魔法時被魔王用包子斷法，後來留在島上。
姐姐是擅長使用聖魔法的僧侶，食量驚人，而弟弟是擅長元素魔法的魔導士。
緋炎(緋炎)
在第五話中前來挑戰魔王的「勇者」。
為了救回被作為活祭品的青梅竹馬淡雪，在取得勇者稱號後前來夏納達克挑戰魔王。
雖然不停的想挑戰魔王，但漸漸被島上的人事物給深深吸引。
最後因魔王早已將其家人接來島上居住，所以成為了夏納達克的居民之一。
莉莉安(リリアン)
過去住在艾斯特葛洛利亞王國中法斯湖湖畔的小女孩，因女王以不希望看到漁民的房屋在湖畔為由將她與家人趕出了家鄉，所以對祖國的王族相當痛恨。
曾對達西的出巡隊伍扔石頭洩憤，而因達西知曉王族被痛恨的主要原因，所以對其不予計較。
目前舉家搬至魔王島生活，對魔王的親切態度大感驚訝。

### 艾斯特葛洛利亞王國相關
凱薩琳・S・藍古頓(キャスリーン・S・ラングトン)
艾斯特葛洛利亞王國的女王。
國王死後代理執政的女王，與為民著想的國王不同，是個為了自己的慾望而實施惡政的暴君，每晚皆與貴族們開著奢華的晚宴，搞得民不聊生。
將受先王寵愛的側室希維雅及其女兒克麗斯緹娜驅逐至邊境，並派刺客將希維雅殺害。
克里斯賓・S・藍古頓(クリスピン・S・ラングトン)
艾斯特葛洛利亞王國的第一王子。
很受母親凱薩琳的寵愛，與母親同樣不為民著想，每晚享受著貴族們開著奢華的晚宴。國民對於兩母子的評價極低，甚至稱呼其為「白癡王子」。
達西・S・藍古頓(ダーシー・S・ラングトン)
艾斯特葛洛利亞王國的第二王子。
與母親和兄長不同，將自己父王生前所施行的仁政看得相當重視，對於目前女王造成的暴政和邦塞布爾帝國的入侵意圖感到憂心，與自己的心腹詹姆士正計畫著將國家改革。
雖然與克麗斯緹娜是同父異母的兄妹，但對其有如自己的親生妹妹的疼愛。國民對於他的評價相當高。
希維雅・雷・荷爾汀(シルヴィア・レイ・ホールデン)
克麗斯緹娜的親生母親。
原本只是個平民，後來成為先王克里斯塔多司的側室。
因為集先王的寵愛於一生，所以國王死後便成了女王的洩恨目標，在先王駕崩後不久便被凱薩琳女王所指派的刺客給暗殺。
詹姆士(ジェームズ)
達西王子的心腹，非常支持達西改革艾斯特葛洛利亞王國。

### 邦塞布爾帝國相關
卡雷翁・費依・索瓦裘(ガレオン・フェイ・ソワージュ)
邦塞布爾帝國的現任皇帝。
原先是個個性相當開朗的君王，但隨著自己掌握的帝國版圖越來越廣後，個性也逐漸變的冷酷無情，對許多人也漸漸開始不信任。
阿爾蓋吉・W・史提爾哈特(アルケージ・W・ステイルハート)
邦塞布爾帝國的祖領主，卡雷翁皇帝旗下的三大最高官員之一。
在受皇帝委託教育當時幼年的卡蕾特，與妻子共同將其撫養長大，雖然對卡蕾特相當嚴格，但也如同對待自己孫女般的疼愛，非常反對將卡蕾特送至魔王島。
對皇帝個性的改變和國家的變化感到憂心，相當討厭巡洋艦和皇帝身邊的宰相艾倫斯特。
艾倫斯特・D・波克朗(エルンスド・D・ヴォークラン)
邦塞布爾帝國的宰相，卡雷翁皇帝旗下的三大最高官員之一，也是三個人當中最年輕的一位。
出身不明的神祕男子，藉由將戰場武器的高度機械化帶領邦塞布爾帝國快速統一了整個葛林基亞地區，但也讓騎士走向了衰退。
葛魯特・G・弗雷貝(ゲルト・Ｇ・フレーベ)
邦塞布爾帝國的將軍，卡雷翁皇帝旗下的三大最高官員之一。

## 出版書籍
| 卷數 | MediaWorks    | MediaWorks             | 台灣角川      | 台灣角川               |
| 卷數 | 發售日期      | ISBN                   | 發售日期      | ISBN                   |
| ---- | ------------- | ---------------------- | ------------- | ---------------------- |
| 1    | 2007年4月27日 | ISBN 978-4-8402-3868-7 | 2008年5月27日 | ISBN 978-986-174-683-8 |
| 2    | 2007年8月27日 | ISBN 978-4-8402-4009-3 | 2008年8月13日 | ISBN 978-986-174-778-1 |
| 3    | 2008年3月21日 | ISBN 978-4-8402-4198-4 | 2009年2月24日 | ISBN 978-986-174-995-2 |
| 4    | 2009年3月27日 | ISBN 978-4-04-867718-9 | 2009年9月5日  | ISBN 978-986-237-278-4 |